# Донорно-акцепторний зв'язок

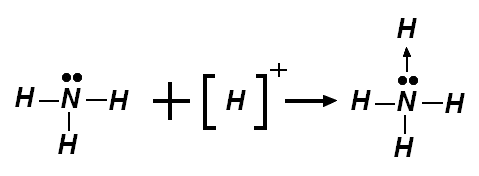
Один із N—H зв'язків амоній-іона, утворений за донорно-акцепторним механізмом

Донорно-акцепторний механізм, також координаційний механізм — механізм утворення ковалентного хімічного зв'язку за допомогою неподіленої електронної пари, яку надає один або група атомів (донор), і вільної орбіталі іншого атома чи групи атомів (акцептора). Утворені за таким механізмом зв'язки називають донорно-акцепторними, дативними або координаційними, хоча такі терміни не цілком коректні, оскільки йдеться не про окремий тип хімічного зв'язку, але лише про теоретичну модель, що описує його утворення. За властивостями зв'язки утворені за донорно-акцепторним механізмом нічим не відрізняються від утворених за обмінним механізмом.

## Загальний опис
Донорно-акцепторний механізм розглядається тільки у випадку опису ковалентного зв'язку за допомогою методу валентних зв'язків, він не має місця у методі молекулярних орбіталей.
Прикладом утворення ковалентного зв'язку за донорно-акцепторним механізмом може бути приєднання протона H+ до молекули аміаку. При цьому атом Нітрогену є донором електронної пари, а Гідроген — акцептором. Утворений зв'язок нічим не відрізняється від інших N—H зв'язків у молекулі, а позитивний заряд належить не якомусь конкретному атому, а молекулі в цілому.

Іншим прикладом є утворення сполуки NH3•BF3 з аміаку та фториду бору. Атом Бору в молекулі BF3 має одну вільну 2p-орбіталь, атом Нітрогену — неподілену електронну пару, яка займає цю орбіталь під час утворення ковалентного зв'язку.

Утворення йону тетрамінцинку (II)

Також донорно-акцепторний механізм утворення зв'язку характерний для комплексних (координаційних) сполук, при цьому атом-комплексоутворювач (центральний атом) має вільні орбіталі, а донорні атоми лігандів  — неподілені електронні пари. В такому випадку донорно-акцепторний зв'язок часто називають координаційним.
Прикладом може бути утворення гідроксиду тетрамінцинку [Zn(NH3)4](OH)2. Йон Zn2+ має електронну формулу 1s22s22p63s23p63d104s04p0, тобто в нього є чотири вакантні орбіталі (одна s і три p), які можуть зайняти вільні електронні пари атому Нітрогену.

## Дативний зв'язок

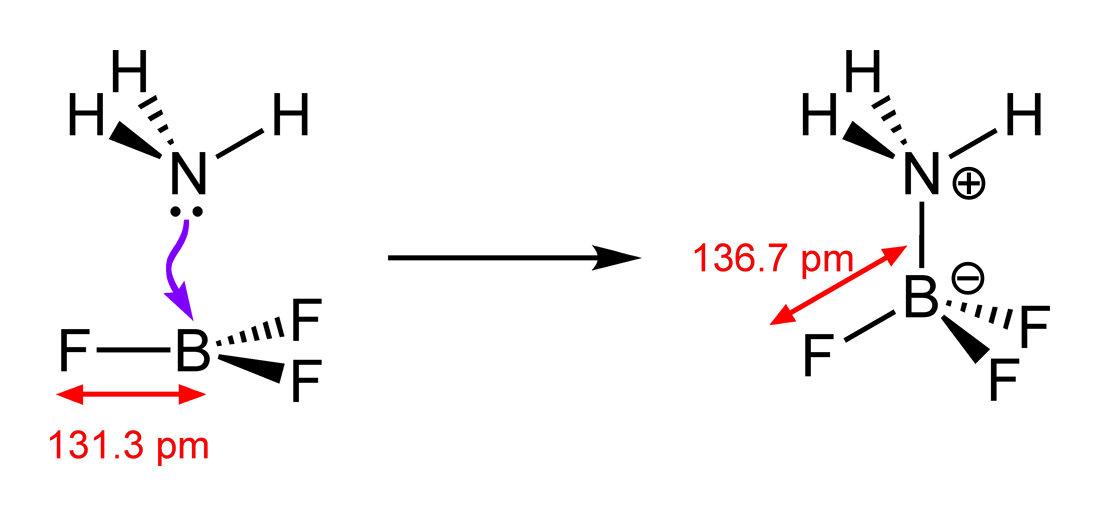
Утворення аддукту NH_{3}•BF_{3}

Координаційний зв'язок, що утворюється при взаємодії між молекулярними частинками, одна з яких служить донором, а інша — акцептором електронної пари, напр., зв'язок N→B у комплексі H3N→BH3. Такий зв'язок відрізняється від звичайного ковалентного більшою полярністю, більшою довжиною та є слабкішим. Сполуки з таким зв'язком розпадаються в газовій фазі гетеролітично.

## Диполярний зв'язок
Термін диполярний зв'язок використовують в органічній хімії для таких сполук як аміноксиди, для яких основний амін віддає два електрони атому Оксигену.
R3N → O
Координаційний зв'язок між двома атомами утворюється за рахунок пари електронів, яка майже повністю зміщена до атома, що відзначається більшою електронегативністю, наприклад, у сполуках типу R3N+–O– . Такий зв'язок має електричний диполь, звідки й походить інша назва — диполярний зв'язок.